# Fortezza di Sudak
La fortezza di Sudak, o fortezza genovese (in ucraino Генуезька фортеця?, Henuez'ka fortecja; in russo Генуэзская крепость?, Genuėzskaja krepost'),  è un edificio militare situato a Sudak, in Crimea, presso le rovine dell'antica città di Soldaia. La struttura è protetta dalle scogliere rocciose sul lato marittimo, mentre le restanti parti sono circondate da fortificazioni murarie.

## Storia e descrizione
La costruzione della fortezza di Sudak si può suddividere in almeno 4 periodi, durante i quali vi furono diversi restauri. La fase più documentata è certamente l'ultima (1365–1475), in quanto i genovesi lasciarono importanti segni della loro presenza, come le iscrizioni dei nomi delle torri. Non sono pervenute tracce del periodo ottomano (1475-1783), ma furono smantellati diversi edifici della struttura a partire dal 1783 fino al XIX secolo, quando l'intero complesso fu iscritto tra i monumenti storici.
L'edificio possiede due ordini di difesa: quello inferiore proteggeva la città, mentre quello superiore era costituito dalla cittadella, che comprendeva il Castello Consolare, il cortile e la torre di avvistamento. Il lato est non dispone di torri, in quanto protetto da un precipizio, mentre negli altri lati le torri sono disposte in modo uniforme, all'incirca a 70-100 m di distanza l'una dall'altra. La porta è posizionata tra due torri che venivano aperte dall'interno per monitorare i movimenti dei mercenari, mentre lo spazio davanti al cancello è protetto da un barbacane.
La moschea, che presenta un'esposizione museale, è l'edificio più grande e meglio conservato della struttura. Essa fu convertita in sala ricevimenti dai genovesi, per poi tornare alla sua funzione originaria sotto il periodo ottomano, fino a diventare una chiesa cattolica armena nel XIX secolo. Nel lato sud della fortezza vi sono i resti delle fortificazioni presso il porto, tra cui la torre di Frederico Astagvera e la chiesa dei Dodici Apostoli. Vi sono inoltre i resti della scuola italiana di architettura difensiva dei secoli XIV-XV.